# Aspskäret, Nykarleby
Aspskäret med Hästskäret är en ö i Finland. Den ligger i Bottenviken och i kommunen Nykarleby i den ekonomiska regionen  Jakobstadsregionen i landskapet Österbotten, i den västra delen av landet. Ön ligger omkring 65 kilometer nordöst om Vasa och omkring 400 kilometer norr om Helsingfors.
Öns area är 59,3 hektar och dess största längd är 1,4 kilometer i sydöst-nordvästlig riktning. Ön höjer sig omkring 20 meter över havsytan.

## Sammansmälta delöar
- Aspskäret 63°35′21″N 22°22′42″Ö / 63.58905°N 22.37822°Ö
- Hästskäret 63°35′36″N 22°22′04″Ö / 63.59343°N 22.36769°Ö